# Erik Refilsson
Erik Refilsson, Eric, (norreno: Eiríkr Refilsson) (... – prima metà del IX secolo), è stato un re semi-leggendario svedese.
Secondo la saga di Hervör era figlio di Refil Björnsson e regnò sulla Svezia:
(saga di Hervör, cap. 16)
Si suppone che abbia avuto una notevole potenza, considerato che Rimberto di Brema riporta che ad Ansgar (Sant'Oscar) durante la sua seconda visita missionaria a Birka, fu riferito che gli abitanti locali richiesero un prete pagano, visto che non volevano adorare il dio cristiano. Se non fossero stati sufficienti i propri dei, avrebbero dovuto elevare allo stato di dio uno dei propri re morti, ovvero Eiríkr.
Lo Skáldatal ci informa che presso la sua corte aveva un poeta scaldo chiamato Álfr jarl inn litli.